# Atorella arcturi
Atorella arcturi är en manetart som beskrevs av Bigelow 1928. Atorella arcturi ingår i släktet Atorella och familjen Atorellidae. Inga underarter finns listade i Catalogue of Life.